# Цветочки (альбом)
«Цветочки» — дебютный сольный студийный альбом российской певицы Лолиты Милявской, выпущенный 8 июля 2000 года на украинском лейбле JRC.

## Об альбоме
К работе над альбомом певица привлекла таких авторов как Александр Ружицкий, Михаил Орлов, Юрий Рыбчинский и Аркадий Укупник. Также на альбоме фигурирует автор песен Любаша. На альбоме присутствует две песни на украинском языке — «Такси» и «Я в жалю», а также дуэт с российской певицей Алёной Апиной «Песня о женской дружбе» (позже песня вошла в её альбом «О судьбе и о себе»). Запись альбома проходила в Москве на студиях лейбла «Союз» и Аркадия Укупника.
Для продвижения альбома были сняты видеоклипы на песни «Песня о женской дружбе», «Цветочки» и «Пропащая».

## Отзывы критиков
Екатерина Алексеева в обзоре для InterMedia заметила, что Лолита по инерции пытается продолжать работать в «академическом» стиле, однако без своего экс-партнёра Цекало это получается крайне неубедительно, особенно учитывая, что Лолита избрала новый образ роковой, серьезной, лиричной, влюбленной и свободной женщины. Также рецензент отметила, что в песнях нет ни иронии, ни юмора, назвав их чем-то балансирующим на грани средней руки эстрады и разудалого кабака. Саму певицу она сравнила с Лаймой Вайкуле, Аленой Апиной, Любой Успенской и Ириной Аллегровой, но в версии «секонд-хэнд». Вдобавок автор усмотрела в песне «Встреча — разлука» плагиат на знаменитую песню «Fever».

## Список композиций
| №                   | Название                                        | Автор(ы)                         | Длительность |
| ------------------- | ----------------------------------------------- | -------------------------------- | ------------ |
| 1.                  | «Цветочки»                                      | Александр Ружицкий               | 2:45         |
| 2.                  | «5 минут разговора»                             | Михаил Орлов                     | 3:18         |
| 3.                  | «Такси» (На украинском языке)                   | Юрий Рыбчинский, Аркадий Укупник | 4:25         |
| 4.                  | «Я в жалю» (На украинском языке)                | Юрий Рыбчинский, Аркадий Укупник | 3:59         |
| 5.                  | «Пропащая»                                      | Юрий Рыбчинский, Аркадий Укупник | 3:11         |
| 6.                  | «Не оставляй меня»                              | Михаил Орлов                     | 3:49         |
| 7.                  | «Одиночество»                                   | Александр Ружицкий               | 2:49         |
| 8.                  | «Встреча — разлука»                             | Михаил Орлов                     | 3:06         |
| 9.                  | «Подруга друга»                                 | Татьяна Залужная                 | 3:38         |
| 10.                 | «Крылья»                                        | Михаил Орлов                     | 3:28         |
| 11.                 | «Колыбельная»                                   | Михаил Орлов                     | 3:45         |
| 12.                 | «Система»                                       | Сергей Сорокин                   | 4:49         |
| 13.                 | «Песня о женской дружбе» (дуэт с Алёной Апиной) | Ольга Клименкова, Лора Квинт     | 3:13         |
| Общая длительность: | Общая длительность:                             | Общая длительность:              | 46:30        |